# John Kotz
John Kotz (Rhinelander, Wisconsin, 27 de marzo de 1919-Dane, Wisconsin, 8 de mayo de 1999) fue un jugador de baloncesto estadounidense que disputó una temporada en la NBL. Con 1,91 metros de estatura, jugaba en la posición de alero.

## Trayectoria deportiva

### Universidad
Jugó durante tres temporadas con los Badgers de la Universidad de Wisconsin-Madison, siendo elegido en 1941 y 1942, año en el que fue máximo anotador con 17,7 puntos por partido, en el mejor quinteto de la Big Ten Conference y en el segundo en 1943. Fue incluido en el primer equipo All-American en 1942 y 1943, y elegido Mejor Jugador del Torneo de la NCAA en 1941, año en el que se proclamaron campeones de la NCAA, tras anotar 12 puntos en la final ante Washington State. Acabó su carrera como líder histórico en anotación de los Badgers, con 841 puntos.

### Profesional
Jugó como profesional una única temporada con los Sheboygan Redskins de la NBL, en la que promedió 6,7 puntos por partido.